# Henry Joseph Kennedy
Henry Joseph Kennedy (* 18. Februar 1915 in Rozelle; † 2. September 2003) war ein australischer Priester und Bischof von Armidale.

## Leben
Der Koadjutorerzbischof von Sydney, Norman Thomas Gilroy, weihte ihn am 30. November 1938  zum Priester. Paul VI. ernannte ihn am 14. September 1967 zum Weihbischof in Brisbane und Titularbischof von Simingi.
Die Bischofsweihe spendete ihm der Erzbischof von Sydney, Norman Thomas Kardinal Gilroy, am 23. November desselben Jahres; Mitkonsekratoren waren Patrick Mary O’Donnell, Erzbischof von Brisbane, und James Patrick Carroll, Weihbischof in Sydney.
Der Papst ernannte ihn am 6. Dezember 1971 zum Bischof von Armidale. Am 26. April 1991 nahm Johannes Paul II. seinen altersbedingten Rücktritt an.